# هورش

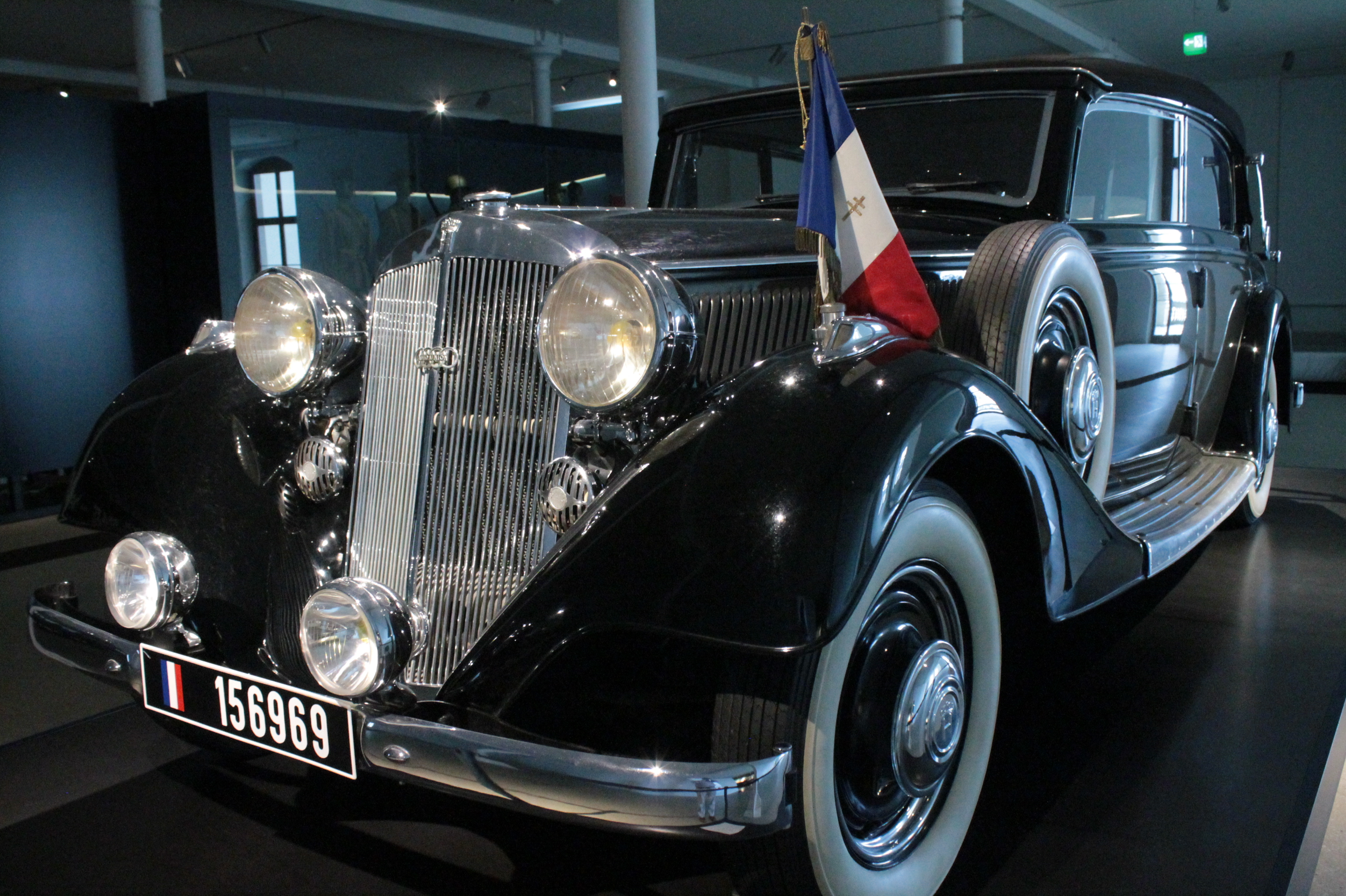
شارل ديغول

هورش [hɔʁç] علامة تجارية للسيارات تم تصنيعها في ألمانيا على يد أوغست هورش، في بداية القرن العشرين.
إنها السلف المباشر لشركة أودي الحالية، والتي خرجت بدورها من أوتو يونيون، التي تشكلت في عام 1932 عندما اندمجت هورش مع دي كاي دبليو وفانداغا ومؤسسة اودي التاريخية التي أسسها أوغست هورش في عام 1910.

## لمحة تاريخية

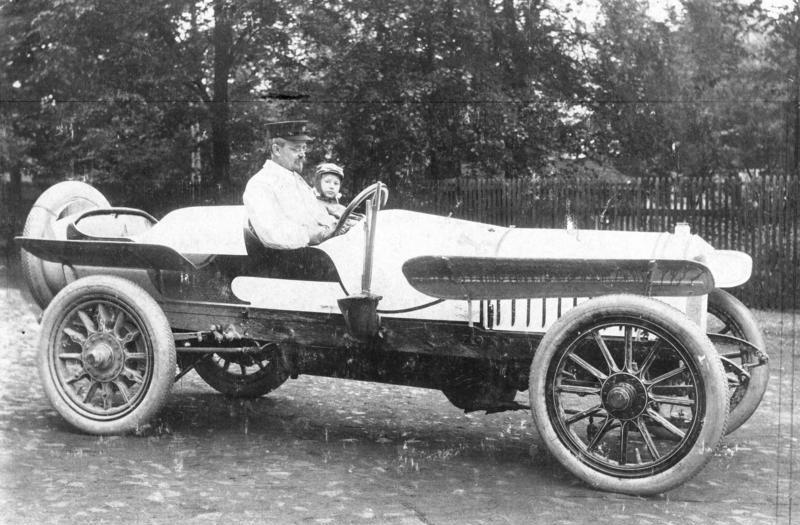
أوغست هورش في سيارته (1908)

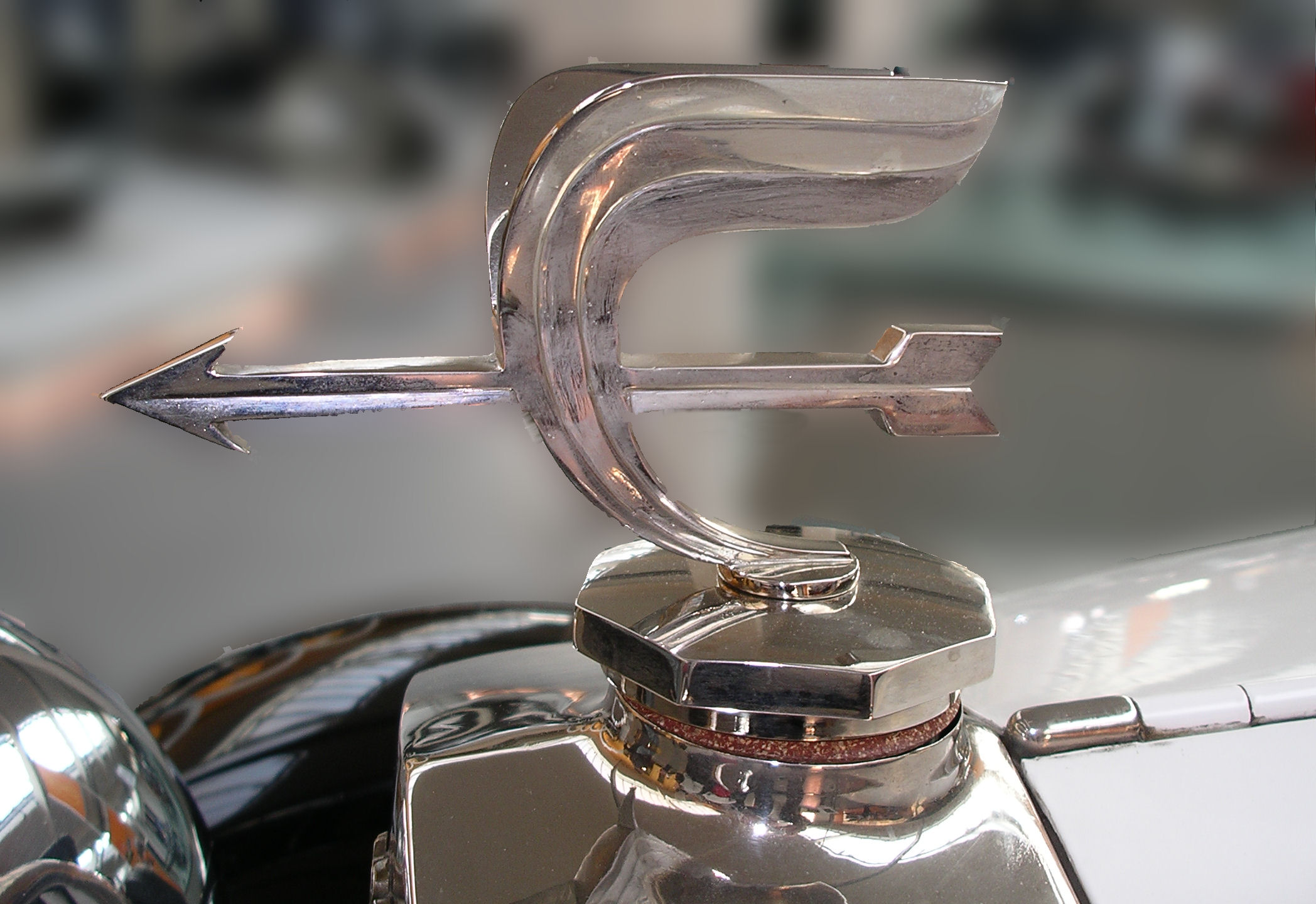
الشعار على غطاء محرك السيارة (1924)

أسس أوغست هورش وشريكه التجاري الأول سالي هيرز الشركة في 14 نوفمبر 1899 في منطقة إهرنفيلد في كولونيا. عمل أغسطس هورش سابقًا كمدير إنتاج لكارل بنز. بعد ثلاث سنوات، في عام 1902، نقل الشركة إلى رايشنباخ إم فوغتلاند. في 10 مايو 1904 أسس شركة Horch & Cie. Motorwagenwerke AG، شركة مساهمة في زويكاو (مملكة ساكسونيا). كانت مدينة تسفيكاو عاصمة مقاطعة ساكسون الغربية الجنوبية وأحد المراكز الصناعية في ساكسونيا في ذلك الوقت.

## السيارات الأولية
بدأت الشركة في البداية بإنتاج سيارات بمحرك مزدوج الاسطوانة بقوة 5 حصان (3.7 كـو؛ 5.1 PS) و10 حصان (7.5 كـو؛ 10 PS) بالقرب من كولونيا في عام 1901.

## الرابط بأودي
في عام 1909، أجبر المجلس الإشرافي (المعادل الألماني لمجلس إدارة الشركة) على طرد هورش. ذهب هورش إلى تأسيس أودي باسم Audiwerke GmbH، والتي أصبحت سارية المفعول في 25 أبريل 1910. كان الاسم حلاً للنزاع القانوني مع شركته القديمة حول استخدام العلامة التجارية هورش والتلاعب الذكي بالكلمات («أودي» هي الترجمة اللاتينية الحرفية للكلمة الألمانية القديمة «هورش» الألمانية القديمة، والتي تعني «الاستماع!»).
في عام 1928، تم الاستحواذ على الشركة من قبل Jørgen Skafte Rasmussen، مالك دي كاي دبليو الذي اشترى بقايا الشركة الأمريكية لصناعة السيارات Rickenbacker في نفس العام. تضمن شراء Rickenbacker معدات التصنيع الخاصة بهم للمحركات ذات الثماني أسطوانات.

## أوتو يونيون

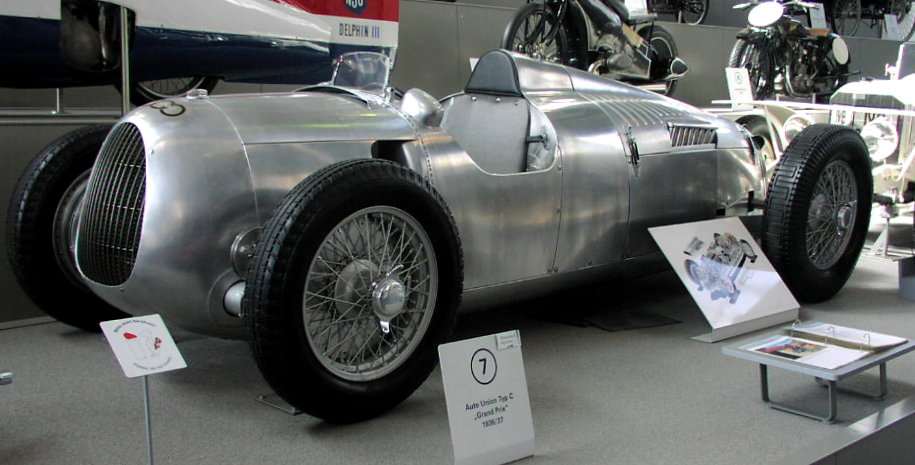